# Я̄
Я̄ я̄ (Я з макроном) - кирилична літера, яка використовується в алеутській (берингівському діалекті), евенкійській, інгуській, мансійській, нанайській, негідальській, ульчській, кільдин-саамській, селькупській та чеченській мовах.